# Мир у Фредриксхаму
Мир у Фредриксхаму (швед. Freden i Fredrikshamn, рус. Фридрихсгамский мирный договор), или Мир из Хамине (фин. Haminan rauha), био је мировни споразум закључен између Шведске и Русије 17. септембра 1809. године. Уговором је закључен Фински рат и потписан је у финском граду Хамина (швед. Fredrikshamn). Русију су представљали Николај Румјанцев и Давид Алопаеус (амбасадор Русије у Стокхолму), док су Шведску генерал пешадије Курт фон Штедингк (бивши шведски амбасадор у Петерсбургу) и пуковник Андерс Фредрик Скјолдебранд.
У споразуму, Шведска је уступила финске територије Русији.

## Услови
Према уговору, Шведска је уступила делове провинција Лапонију и Вестерботен (источно од реке Торнио и реке Муонио), Оландска Острва и све провинције источно од њих. Уступљене територије су сачињавале Велику кнежевину Финску, којој су се 1812. придружила и руска освајања делова Карелије и Савоније (касније назване Стара Финска) у 18. веку као Виборг округ. Заједно са Порвоом (1809) и заклетвом суверена, Мир у Фредриксхаму представља камен темељац за аутономну Велику кнежевину, његову властиту администрацију и институције, а тиме и почетак развоја који би довео до оживљавање финске културе, до равноправног положаја финског језика и коначно 1917. до независности Финске.
Укључено је и помињање обећања цара Александра I Павловича да ће задржати старе законе и привилегије у Финској, али је уговор прекорачио све формалне гаранције правног положаја становника Финске. Руси су то одбили, а Швеђани нису били у позицији да инсистирају. Сличне тачке су биле уобичајене у мировним уговорима, али су се такође редовно заобилазиле. У периоду русификације Финске, 90 година касније, руска влада је тврдила да уговор није прекршен и да стога ниједна страна није имала право да интервенише, а питање је било искључиво питање цара који је дао првобитно обећање.
Током преговора, шведски представници су, наиме, настојали да избегну губитак Оландских острва, „првих стубова Стокхолма“, како их је Наполеон исправно описао. Оландска Острва су културно, етнички и лингвистички била чисто шведска, али такве чињенице у то време нису имале никакав значај. Током 19. века испоставило се и да су Оландска Острва била британски интерес, што је после Кримског рата довело до демилитаризације острва према Оландској конвенцији укљученој у Париском миру (1856). Током Рата шесте коалиције, Русија и Шведска су склопиле савез уперен против Француске (5. априла 1812). Планирали су да изврше искрцавање у шведској Померанији, коју су заузели Французи. Русија је обећала да ће притиснути Данску да Норвешку уступи Шведској. Подразумевало се да ће се и Велика Британија придружити уговору, али то се никада није догодило. Други планови нису се остварили због Наполеонове инвазије на Русију.